# Samux (district)
Samux (ook geschreven als Samukh) is een district in Azerbeidzjan.
Samux telt 55.000 inwoners (01-01-2012) op een oppervlakte van 1450 km²; de bevolkingsdichtheid is dus 37,9 inwoners per km².

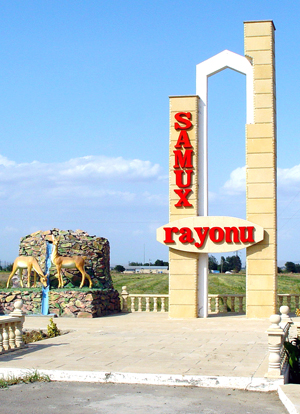